# Linsen-Wicke
Die Linsen-Wicke (Vicia ervilia), auch Wicklinse, Steinlinse, Bitter-Wicke, Erwenlinse, Erve oder Ervilie genannt, ist eine Pflanzenart aus der Gattung Wicken (Vicia) in der Unterfamilie der Schmetterlingsblütler (Faboideae) innerhalb der Familie der Hülsenfrüchtler (Fabaceae). Sie gehört zu den ersten Ackerpflanzen, die zur Zeit der Neolithischen Revolution (Bandkeramische Kultur) von Menschen angebaut wurden.

## Beschreibung

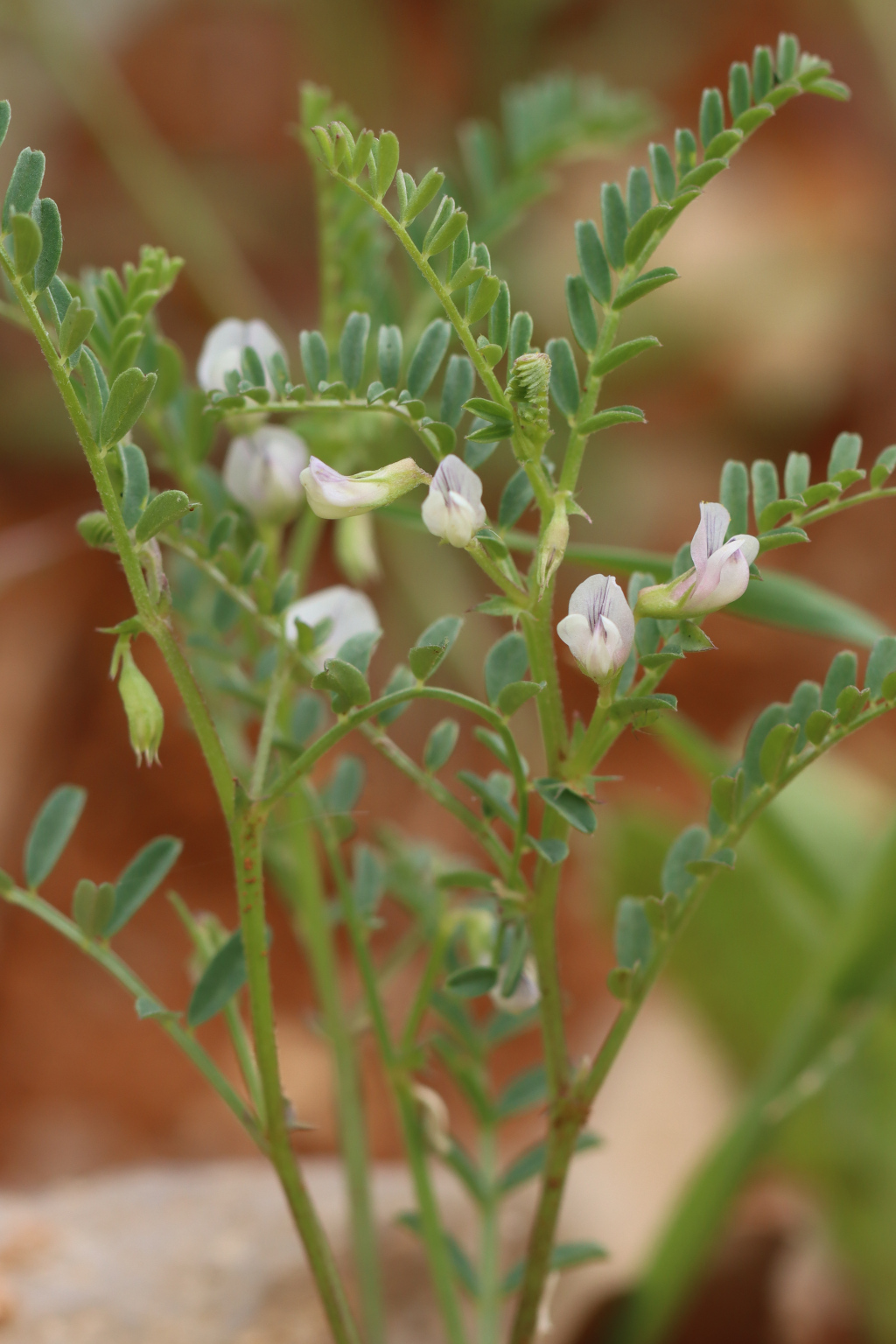
Habitus

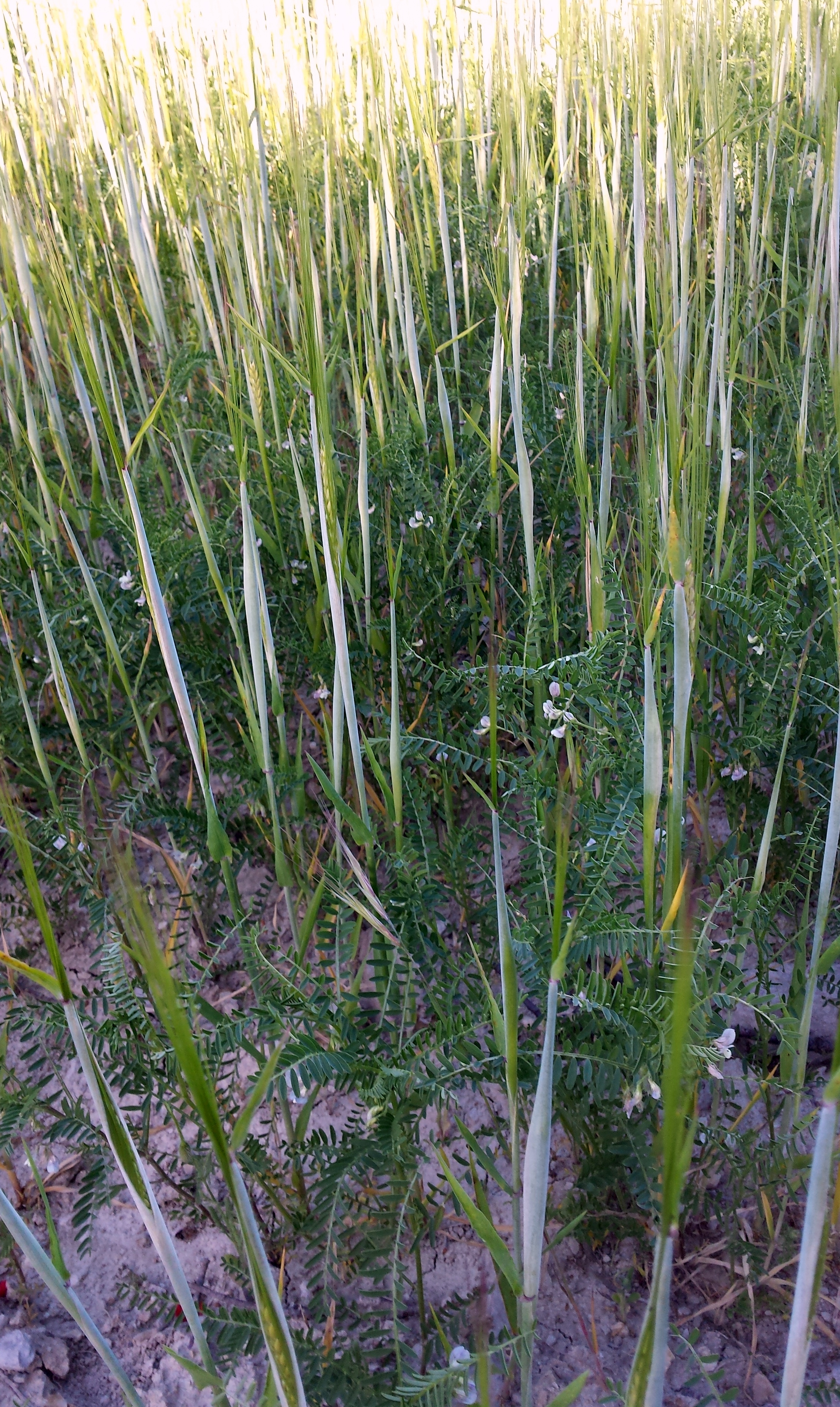
Linsen-Wicken (Vicia ervilia) in Gerstenacker

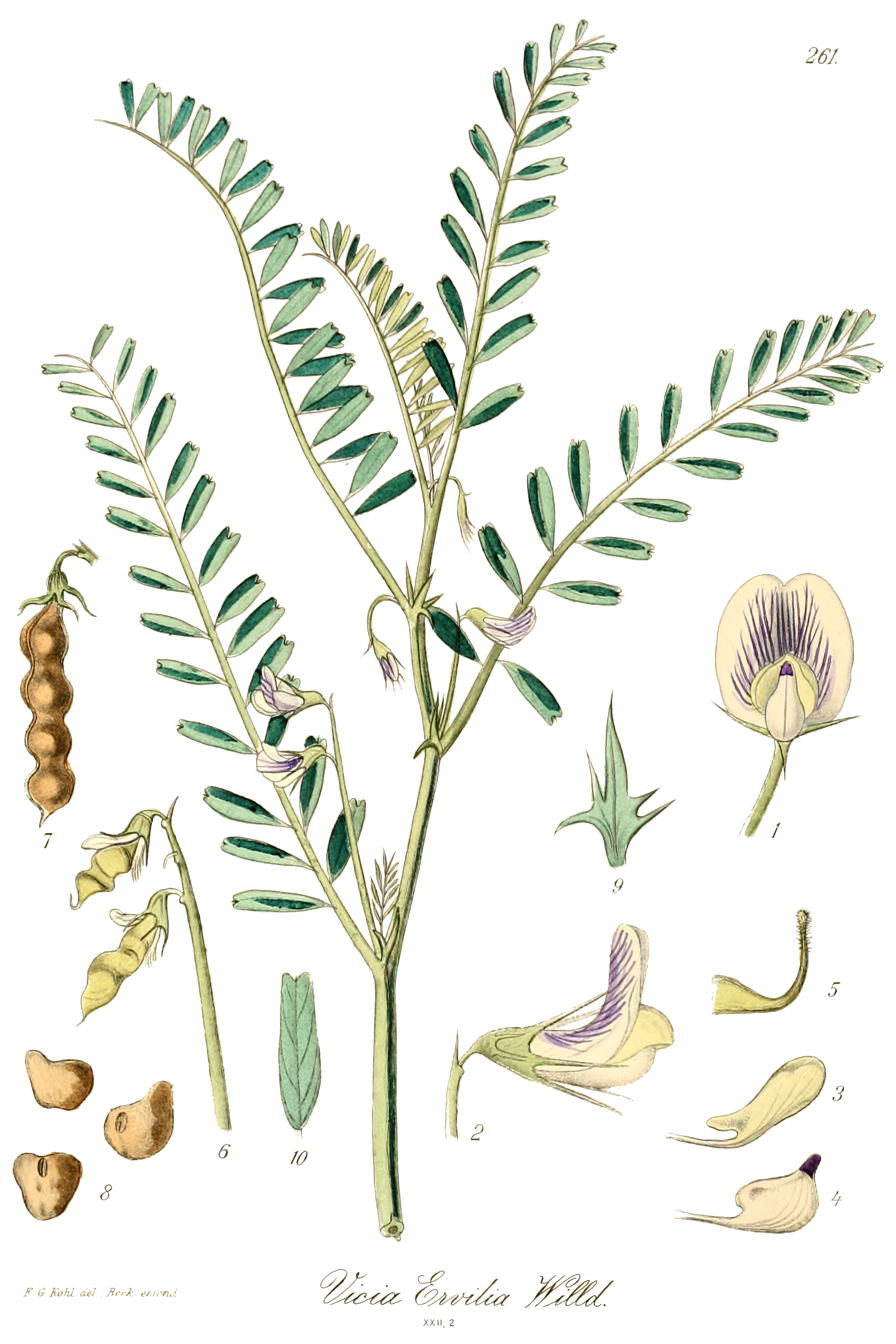
Illustration aus Icones Florae Germanicae et Helveticae, 261

### Vegetative Merkmale
Die Linsen-Wicke wächst als einjährige krautige Pflanze und erreicht Wuchshöhen von 20 bis 65 Zentimetern. Die Wurzelausbildung ist schwach, aber es wird eine kräftige Hauptwurzel gebildet. Die kantigen, zerstreut behaarten bis verkahlenden Stängel sind aufrecht oder aufsteigend, einfach oder von der Basis bis nach oben hin verzweigt.
Die wechselständig am Stängel angeordneten Laubblätter sind in Blattstiel sowie -spreite gegliedert und 5 bis, meist 10 bis 15 Zentimeter lang und viel länger als die Internodien. Die Blattspreite ist gefiedert. An der kahlen oder zerstreut behaarten Blattrhachis befinden sich leicht versetzt 8 bis 15 Paare an Fiederblättchen. Die Blattrhachis endet nicht mit einer Ranke, sondern mit einer Stachelspitze. Die Fiederblättchen sind bei einer Länge von 5, meist 15 bis 17 Millimetern sowie einer Breite von 1 meist 4,5 bis 5 Millimetern verkehrt-lanzettlich oder linealisch mit ausgerandetem oder stumpfem und kurz bespitztem oberen Ende. Es liegt Fieder- und Netznervatur vor. Die relativ kleinen Nebenblätter sind bei einer Länge von 4 bis 8 Millimetern sowie einer Breite von 0,5 bis 2 Millimetern lanzettlich, halbspießförmig und manchmal gezähnt.

### Generative Merkmale
Die Blütezeit reicht je nach Standort von April bis Mai oder Juli. Es ist ein 2 bis 3 Zentimeter langer Blütenstandsschaft vorhanden. Die traubigen Blütenstände sind mit einer Länge von 2,5 bis 5 Zentimetern deutlich kürzer als die sie tragenden Laubblätter und enthalten zwei bis vier gestielte, nickende Blüten. Die Blütenstandsrhachis ist 1,5 bis 4 Zentimeter lang. Der Blütenstiel ist 1 bis 2 Millimeter lang.
Die zwittrigen Blüten sind bei einer Länge von 7 bis 8 Millimetern zygomorph und fünfzählig mit doppelter Blütenhülle. Die fünf Kelchblätter sind glockenförmig verwachsen. Die alle etwa gleich langen Kelchzähne sind pfriemlich schmal und etwas länger (1,5- bis 3-mal) als die 2,5 bis 3 Millimeter lange Kelchröhre, die zehn Nerven aufweist. Der kahle Kelch ist mit einer Länge von 6 bis 7,5 Millimetern viel kürzer als die Krone und besitzt eine asymmetrische Basis sowie einen schiefen Schlund. Die fünf hell-rosafarbenen Kronblätter stehen in Form der typischen Schmetterlingsblüte zusammen. Die gelblich-weiße Fahne besitzt eine lilafarbene Zeichnungen und ist bei einer Länge von 7 bis 9 Millimetern sowie einer Breite von 4,4 bis 5,6 Millimetern verkehrt-eiförmig-länglich. Die Flügel sind auf ihre Rückseite hell-lilafarben. Die Staubbeutel sind bei einer Länge von 0,2 bis 0,3 Millimetern länglich. Das einzige Fruchtblatt ist kahl.
Die hängenden, kahlen Hülsenfrüchte sind bei einer Länge von 15 bis 22 Millimetern sowie einer Breite von 4 bis 5 Millimetern länglich, vorn kurz geschnäbelt und zwischen den zwei bis vier Samen perlschnurförmig etwas eingeschnürt. Die gelb-braunen bis rötlich-grauen, bei längerer Lagerung sich dunkler färbenden, teilweise dunkle Flecken aufweisenden Samen besitzen einen Durchmesser von 3,5 bis 5,5 Millimetern, sind kahl, glatt bis grubig, groß und meist auffallend dreikantig mit bei einer Länge von etwa 1 Millimeter ovalem Nabel. Die Tausendkornmasse beträgt 20 bis 60 g.

### Chromosomensatz
Die Chromosomengrundzahl beträgt x = 7; es liegt Diploidie vor mit einer Chromosomenzahl von 2n = 14.

## Ökologie
Die Blüten werden häufig von Bienen besucht. Es erfolgt Fremd-, aber meist Selbstbefruchtung.

## Vorkommen
Nach Zohary et al. 2000 sollen Wildvorkommen der Linsen-Wicke in Anatolien, im nördlichen Irak sowie im Anti-Libanon-Gebirge in Syrien und im Libanon liegen. Nach GRIN ist das ursprüngliche Verbreitungsgebiet der Linsen-Wicke auf den Kanaren, Madeira, Nordafrika, Südeuropa, Westasien, Zentralasien und im Kaukasusraum.
In der Schweiz gedeiht die Linsen-Wicke in Pflanzengesellschaften des Verbands kalkarmer, trockener Hackfruchtacker (Panico-Setarion). Die Linsen-Wicke erträgt große Trockenheit aber weniger gut den Frost.

## Systematik
Die Erstveröffentlichung erfolgte 1753 unter dem Namen (Basionym) Ervum ervilia durch Carl von Linné in Species Plantarum, Tomus II, Seite 738. Die Neukombination zu Vicia ervilia (L.) Willd. wurde 1802 durch Carl Ludwig Willdenow in Species Plantarum, Editio quarta, Band 3, Teil 2, Seite 1103 veröffentlicht. Das Artepitheton ervilia bezieht sich auf den römischen Name einer Hülsenfrucht-Art. Ein weiteres Synonym für Vicia ervilia (L.) Willd. ist Lens pygmaea Grossh.
Vicia ervilia (L.) Willd. gehört zur Sektion Ervilia aus der Gattung Vicia.

## Trivialnamen in anderen Sprachen
In anderen Sprachen gibt es die Trivialnamen: bitter vetch (englisch), gavdaneh (persisch), kersannah (arabisch), yero (spanisch), rovi (griechisch) und burçak (türkisch). Auf Lateinisch wurde die Art auch Orobus (verus) genannt.

## Geschichte als Kulturpflanze und Nutzung
In Marokko, Spanien und der Türkei wird die Linsen-Wicke noch als Futterpflanze für Wiederkäuer angebaut. Anbau und Ernte sind einfach und die Linsen-Wicke gedeiht auch auf wenig tiefgründigen, alkalischen Böden.
Wenn die Schoten entfernt werden, ähneln die Samen der Linsen-Wicke denen der Linse (Lens culinaris). Für den menschlichen Verzehr müssen jedoch die enthaltenen Bitterstoffe durch mehrmaliges Erneuern des Kochwassers entfernt werden. Die Samen werden in Suppen gegessen. Die Bitterstoffe lassen sich in Cyanogene Glycoside, Canavanin und verschiedene Proteine des Typs Trypsin-Inhibitoren differenzieren. Da seit vielen Jahrzehnten meist Lebensmittel zur Verfügung stehen, die einfacher zu verarbeiten sind, wird die Linsen-Wicke regional nur von den ärmsten sozialen Klassen oder in Notzeiten verzehrt.
Plinius der Ältere erwähnte, dass die Linsen-Wicke ebenso wie andere Wicken-Arten (Vicia) von medizinischem Interesse waren und zitierte dabei die Schriften von Augustus, in denen der römische Kaiser festhielt, dass er aufgrund des Verzehrs der Linsen-Wicke gesundet sei (Naturalis Historia 18.38).
In früherer Zeit fand das aus dem Erbsenmehl der Linsen-Wicke gewonnene „Bohnenmehl“ ebenso medizinische Verwendung wie das Bohnenmehl der Ackerbohne oder der Gartenbohne.
Diese Hülsenfrucht ist ein besonders gutes Futterkonzentrat für Schafe und Rinder, während Schweine und Pferde die Bitterstoffe eben so wenig vertragen wie der Mensch. Anders ist es bei den Wiederkäuern wie Rinder, Ziegen und Schafen, diese vertragen die Hülsenfruchtbestandteile sehr gut. Seitdem sich der Ackerbau in der Levante entwickelte, wurde der Nährwert aller Pflanzenteile von den Bauern geschätzt.
Spuren der frühesten Züchtungen fanden sich in verschiedenen archäologischen Stätten in der Türkei, deren Alter nach der Radiocarbonmethode auf das 7. und 6. vorchristliche Jahrtausend geschätzt wird.